# John Bonetti
John Joseph Bonetti (New York, giugno 1928 – Houston, 28 giugno 2008) è stato un giocatore di poker statunitense.

## Biografia
Bonetti diventò un professionista all'età di 54 anni. Nella sua carriera ha vinto tre braccialetti WSOP: alle WSOP del 1990, del 1993 e del 1995.
Tra il maggio 1987 ed il febbraio 2003 Bonetti vinse 40 tornei di poker.
Alla sua morte le sue vincite totali nei tornei live superano i $4.188.332, di cui $1.743.993 derivanti esclusivamente dalle WSOP.

## Braccialetti WSOP
| Anno | Torneo                     | Premio   |
| ---- | -------------------------- | -------- |
| 1990 | $5.000 Deuce to Seven Draw | $83.250  |
| 1993 | $1.500 Pot-limit hold'em   | $122.400 |
| 1995 | $5.000 Deuce to Seven Draw | $101.250 |